# Число Экмана
Число Экмана (Ek) — критерий подобия в гидродинамике, равный отношению внутреннего трения в жидкости к силе Кориолиса. Оно выражается следующим образом:
{\displaystyle \mathrm {Ek} \,={\frac {\nu }{f\,L^{2}}}={\frac {\nu }{2\,\Omega \,L^{2}\,sin\varphi }},}
где
- {\displaystyle f\,=2\,\Omega \,sin\varphi } — параметр (частота) Кориолиса;
- {\displaystyle \nu } — кинематическая вязкость;
- {\displaystyle \Omega } — угловая скорость вращения Земли;
- {\displaystyle \varphi } — широта;
- {\displaystyle L} — характеристическая длина.

Число Экмана можно выразить как отношение числа Россби к числу Рейнольдса:
{\displaystyle \mathrm {Ek} ={\frac {\mathrm {Ro} }{\mathrm {Re} }}.}
Этот критерий подобия назван в честь В. Вальфрида Экмана.